# Rubén Darío Ruiz Mainardi
Rubén Darío Ruiz Mainardi (ur. 17 listopada 1964 w Córdobie) – argentyński duchowny katolicki, arcybiskup, nuncjusz apostolski w Beninie i Togo.

## Życiorys
26 maja 1991 otrzymał święcenia kapłańskie w Rzymie z rąk Jana Pawła II i został inkardynowany do diecezji Santo Tomé. W 1996 rozpoczął przygotowanie do służby dyplomatycznej na Papieskiej Akademii Kościelnej. W 2000 rozpoczął pracę w nuncjaturze apostolskiej w Kongo i Gabonie. Następnie był sekretarzem nuncjatur w Słowenii (2004–2005) i Szwajcarii (2005–2008). Następnie pełnił funkcję radcy nuncjatur: na Kubie (2008–2010), w Republice Środkowoafrykańskiej (2010–2013), i we Francji (2013–2017). W latach 2017–2024 był pracownikiem Sekretariatu Stanu.

### Episkopat
28 października 2024 papież Franciszek mianował go nuncjuszem apostolskim w Beninie i Togo oraz arcybiskupem tytularnym Ursony. Sakry udzielił mu 14 grudnia 2024 Sekretarz Stanu kardynał Pietro Parolin.